# Raimar Orlovsky
Raimar Orlovsky (* 12. Juli 1966 in Bremen) ist ein deutscher Violinist. Er spielt eine Violine von Carlo Giuseppe Testore aus dem Jahr 1706 und eine Barockvioline von Jacobus Stainer aus dem Jahr 1669.

## Leben
Orlovsky erhielt seine Ausbildung bei Herbert Koloski, Werner Heutling, Thomas Brandis und Walter Forchert. Seit 1991 ist er Violinist bei den Berliner Philharmonikern. 1995 wurde er Gründungsmitglied der Berliner Barock Solisten, im Jahre 2010 des Brahms Ensembles Berlin.
1998 gründete er das Alte-Musik-Ensemble "Concerto Melante", das einzige Ensemble der Berliner Philharmoniker, das ausschließlich auf historischen Instrumenten spielt.
Seine musikalischen und musikwissenschaftlichen Interessen liegen in der historischen Aufführungspraxis und dem Werk Georg Philipp Telemanns.